# Persberg

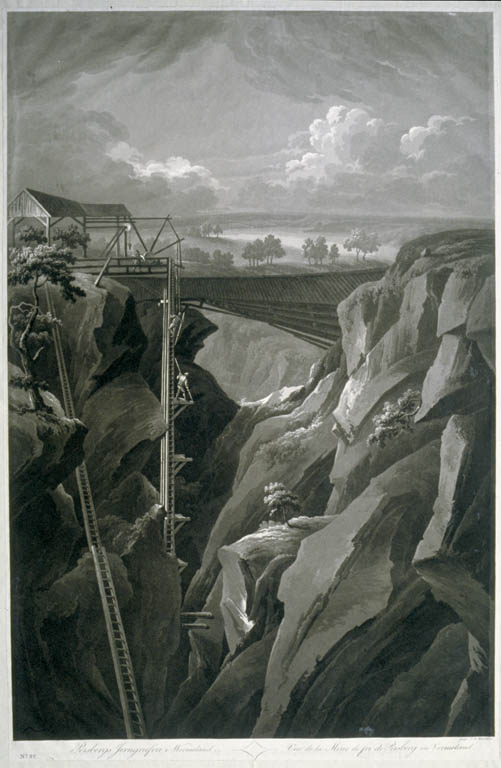
Persbergs gruvor; dagbrott. Akvatint över konturetsning av Johan Fredrik Martin.

Persberg är ensmåort (före 2023  tätort) i Filipstads kommun, Värmlands län. Samhället ligger 6 km nordöst om Filipstad. Historiskt sett har Persberg varit gruvsamhälle, den sista gruvan lades ned i slutet av 1970-talet. Kalkindustrierna Gåsgruvan Kalcit och SMA Mineral AB dominerar idag näringslivet.

## Etymologi
Ortnamnet (1651 Persberg) innehåller mansnamnet Per och berg i betydelsen gruvfält.

## Historia
Persberg, som ligger vid sjön Yngen och riksväg 63, är ett gammalt gruvsamhälle där järnmalmsbrytning bedrivits sedan medeltiden intill nedläggningen i slutet av 1970-talet. Flera olika gruvfält finns i trakten. Störst är Persbergs Odalfält, som var i drift till år 1977. Bland gruvorna inom det malmfältet märks Stor- och Stretegruvorna, Karlsgruvorna, Kåven-, Sandels- och Alabamagruvorna samt Gustav Adolfsgruvan. För att hindra att gruvorna vattenfylldes användes först människokraft. År 1719 inrättades en hästvandring och 1751 byggdes en konstgång från Yngshytteälven för att driva pumparna.
Viss tillredning och andra arbeten förekom med hjälp av statliga bidrag fram till 1980, då pumparna stängdes av och gruvan vattenfylldes.
Högbergsfältet, det näst största gruvfältet, är ett naturreservat med bland annat gruvgången Tilas stoll som man kan gå in i. Ligger vackert intill sjön Yngen. Detta gruvfält nedlades 1906. Vid Odalfältet gjordes omfattande investeringar i slutet av 1940-talet och början av 1950-talet av ägaren Uddeholm. Man öppnade ett nytt centralschakt och byggde ny lave med tillhörande anrikningsverk, gruvstuga och kontor. Även ett järnsvampverk (nedlagt 1973 och rivet 1975) och kulsinterverk (nedlagt 1977 och rivet 2020 byggdes.
Persbergs gruvor var troligen först med maskinborrning i Sverige, detta skedde på 1860-talet. På den tiden var Persbergs gruvor en av de gruvor som producerade mest malm i Sverige. Gruvorna var förr i tiden en stor attraktion och har besökts av bland annat Carl von Linné och Prins Gustav (sedermera Gustav III). Djupaste schaktet vid Odalfältet är drygt 400 meter. Malmen räknades kvalitetsmässigt som en av Sveriges bästa och var ovanligt fri från föroreningarna svavel och fosfor. 
Även om gruvan är nedlagd i dag förekommer ännu verksamhet i anrikningsverket. Företaget Gåsgruvan Kalcit anrikar här kalk från den närliggande Gåsgruvan för vidare användning inom pappersindustrin. SMA Mineral AB, som förutom i Gåsgruvan även driver verksamhet på fler orter i Sverige, har sitt huvudkontor i Persberg. 
De flesta boende i Persberg arbetar sedan gruvdriften lades ned i det närliggande Filipstad.
I Persberg genomfördes Industrisveriges första strejk den 16 augusti 1869, där 300-400 arbetare deltog.

## Persbergs järnvägar
För den ökande malmbrytningen på 1850- och 1860-talen, då malmen forslades ned till sjön Yngen på hästforor, för att sedan med båtar eller på isen vintertid forslas vidare till masugnarna, blev allt mer hindrande för produktiviteten. Därför byggdes från 1856 under den närmaste femtonårsperioden nio småbanor, på vilka malmen fraktades från gruvorna ned till sjöstranden. Banornas spårvidd har ibland i litteraturen felaktigt uppgivits som 544 mm. Detta beror på att ett slarvfel i Claes Adelskölds memoarer har citeras.

### Bottengruvan—sjön Yngen
Längd 1,1 km.
Spårvidd troligen 693 mm.
Byggd 1857.

### Gustaf-Adolfsgruvan—sjön Yngen
Längd 0,2 km.
Spårvidd troligen 693 mm.
Byggd 1860-talet.

### Västra Haggruvan—sjön Yngen
Längd 0,2 km.
Spårvidd troligen 693 mm
Byggd 1860-talet.

### Östra Haggruvan—sjön Yngen
Längd 0,2 km.
Spårvidd troligen 693 mm
Byggd 1861.

### Krangruvan—sjön Yngern
Längd 0,2 km.
Spårvidd troligen 693 mm
Byggd 1856.

### Lindbergshagegruvan—sjön Yngen
Längd 0,45 km.
Spårvidd troligen 693 mm
Byggd 1860.

### Storgruvan—sjön Yngen
Längd 0,5 km.
Spårvidd troligen 693 mm
Byggd 1860-talet.

### Torskebacksgruvan—sjön Yngen
Längd 0,15 km.
Spårvidd troligen 693 mm Byggdes 1860-talet.

### Tullnäsgruvan—sjön Yngen
Längd 0,15 km.
Spårvidd troligen 693 mm Byggdes 1860-talet.

## Befolkningsutveckling
| Befolkningsutvecklingen i Persberg 1960–2020 | Befolkningsutvecklingen i Persberg 1960–2020 | Befolkningsutvecklingen i Persberg 1960–2020 | Befolkningsutvecklingen i Persberg 1960–2020 | Befolkningsutvecklingen i Persberg 1960–2020 |
| -------------------------------------------- | -------------------------------------------- | -------------------------------------------- | -------------------------------------------- | -------------------------------------------- |
|                                              |                                              |                                              |                                              |                                              |
| År                                           |                                              |                                              | Folkmängd                                    | Areal (ha)                                   |
| 1960                                         | 1960                                         |                                              | 654                                          |                                              |
| 1965                                         | 1965                                         |                                              | 698                                          |                                              |
| 1970                                         | 1970                                         |                                              | 551                                          |                                              |
| 1975                                         | 1975                                         |                                              | 532                                          |                                              |
| 1980                                         | 1980                                         |                                              | 473                                          |                                              |
| 1990                                         | 1990                                         |                                              | 451                                          | 148                                          |
| 1995                                         | 1995                                         |                                              | 429                                          | 148                                          |
| 2000                                         | 2000                                         |                                              | 352                                          | 149                                          |
| 2005                                         | 2005                                         |                                              | 306                                          | 149                                          |
| 2010                                         | 2010                                         |                                              | 313                                          | 147                                          |
| 2015                                         | 2015                                         |                                              | 249                                          | 71                                           |
| 2020                                         | 2020                                         |                                              | 200                                          | 45                                           |
|                                              |                                              |                                              |                                              |                                              |